# Edouard Kutter (1887)

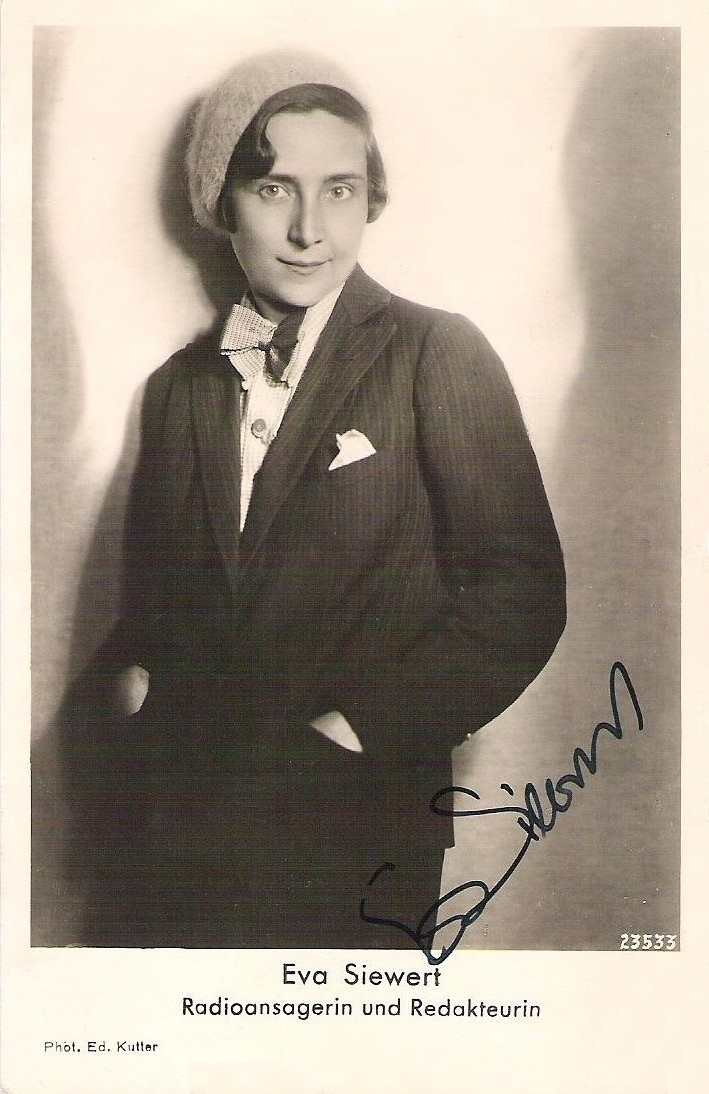
Edouard Kutter: německá novinářka a zpěvačka Eva Siewertová

Édouard Frédéric Henri Kutter (8. května 1887, Lucemburk – 3. listopadu 1978, tamtéž) byl lucemburský fotograf, syn švýcarského rodáka Paula Kuttera, který v roce 1883 založil ateliér v Lucemburku.

## Životopis
Edouard Kutter byl nejstarší ze čtyř dětí. Jeho bratr Joseph Kutter (1894–1941) se stal jedním z předních lucemburských malířů a Bernard (1889–1961) také fotografem. Jeho třetím bratrem byl Paul Kutter junior (1899-1941) a jeho sestra Catherine Louise Marie (1891–1958). Edouard začal pracovat jako učeň se svým otcem v roce 1898, než začal studovat fotografii v nejrozvinutějších studiích v Německu a Rakousku.

## Kariéra
Kutter se vrátil do Lucemburska krátce před první světovou válkou. Poté, co v roce 1917 několik měsíců řídil pobočku svého otce, otevřel si v roce 1918 vlastní studio na 4, avenue de la Liberté. Téhož roku mu velkovévodkyně Marie-Adéla Lucemburská udělila titul dvorního fotografa. Díky tomu pořídil mnoho fotografií velkovévodské rodiny, které si návštěvníci mohou prohlédnout v lucemburské Photothèque.
Edouard Kutter zemřel v Lucemburku 3. listopadu 1978 a zanechal po sobě syna Édouarda Kuttera mladšího, který se také stal dvorním fotografem.